# Талкас
Талка́с (башк. Талҡаҫ) — озеро на східних схилах Уральських гір. Знаходиться на території Баймацького району Башкортостану.

## Географія
Озеро прісноводне, тектонічного походження, улоговина займає вузьку міжгірську западину. Знаходиться біля західного схилу хребта Ірендик, в 4 кілометрах на південний-схід від селища (нині село) Тубінскій. На південному березі розташовується село Ісяново. Північний і південний береги пологі, місцями заболочені, західний і східний — крутіші. Східний берег нерідко скелястий, покритий лісами з вільхи, берези, модрини, західний раніше був також покритий лісом, але через вирубку поступово перетворився на березове рідколісся. Має сезонний водотік в річку Шугуров — притоку Таналика. У 1978 році озеро Талкас оголошено пам'яткою природи.

## Біоресурси
В озері водяться рак, лин, сиг, щука, густера, окунь, плотва. По берегах гніздиться чорношия гагара, турпан. Біля східного берега на глибині 8-10 метрів залягає сапропель (донні відкладення, що використовуються для грязелікування).

## Рекреаційні ресурси
Через виняткової чистоти воду і живописний ландшафт озеро є одним з найпопулярніших місць відпочинку на Південному Уралі (нерідко називається «перлиною Уралу»). У 300 метрах від кромки води знаходиться санаторій «Талкас» (побудований в 1931).